# Dargida grammivora
Dargida grammivora là một loài bướm đêm trong họ Noctuidae.